# Торсуковы
Торсуковы (Тарсуковы, Турсуковы) — дворянский род.
Восходит к началу XVII в. Торсуковы служили по г. Орлу. Ардалион Александрович Торсуков (1754—1810) был обер-гофмейстером и управлял гоф-интендантской конторой. Его жена — фрейлина Екатерина Васильевна Торсукова (урождённая Перекусихина; 1772—1842).
Этот род пресекся.

## Описание гербов

#### Герб Торсуковых 1785 г.
В Гербовнике Анисима Титовича Князева 1785 года имеется изображение печати с гербом супруги  Александра Гавриловича Торсукова: в серебряном поле щита, изображен коричневый корабль (Ноев ковчег). Щит увенчан коронованным дворянским шлемом, без шейного клейнода. Нашлемник: означенный корабль. Цветовая гамма намёта не определена.

#### Герб. Часть V. № 74.
В серебряном поле изображено плывущее по реке судно с башней зелёного цвета, имеющее на носу и на корме по львиной голове.
На щите дворянский коронованный шлем. Нашлемник: означенное на щите судно. Намёт на щите серебряный, подложенный зелёным.